# سیارک ۸۶۴۴
سیارک ۸۶۴۴ (به انگلیسی: 8644 Betulapendula، نامگذاری:1988SD) هشت هزار و ششصد و چهل و چهارمین سیارک کشف شده‌است که در ۱۶ سپتامبر ۱۹۸۸ کشف شد.
قدر مطلق سیارک برابر ۱۳٫۷۰ است.